# Polo aquático nos Jogos Europeus de 2015
As competições de polo aquático nos Jogos Europeus de 2015 foram disputadas na Arena de Polo Aquático, em Baku entre 12 e 21 de junho. 

## Calendário
| Junho         | 12 | 13 | 14 | 15 | 16 | 17 | 18 | 19 | 20 | 21 | 22 | 23 | 24 | 25 | 26 | 27 | 28 |
| ------------- | -- | -- | -- | -- | -- | -- | -- | -- | -- | -- | -- | -- | -- | -- | -- | -- | -- |
| Polo aquático |    |    |    |    |    |    |    |    | 1  | 1  |    |    |    |    |    |    |    |

|  | Dia de competição |  | Dia de final |

## Qualificação
As equipes do Azerbaijão se qualificaram automaticamente nos dois torneios por ser país sede. O Campeonato Europeu Júnior de Polo Aquático de 2013 qualificou parte das equipes participantes, assim como torneios paralelos qualificou outra parte dos participantes. Cada equipe qualificada inscreveu 13 atletas para o campeonato. A equipe feminina do Azerbaijão desistiu de participar do torneio.
Masculino
| Meios de qualificação                                    | Data                     | Sede      | Número de vagas | Nações qualificadas                                                 |
| -------------------------------------------------------- | ------------------------ | --------- | --------------- | ------------------------------------------------------------------- |
| Nação anfitriã                                           | –                        | –         | 1               | Azerbaijão                                                          |
| Campeonato Europeu Júnior de Polo Aquático de 2013       | 8–15 de setembro de 2013 | Gżira     | 7               | Montenegro · Sérvia · Itália · Hungria · Croácia · Rússia · Espanha |
| Torneio de Qualificação para os Jogos Europeus de 2015 A | 12–15 de março de 2015   | Nijverdal | 2               | Grécia · Ucrânia                                                    |
| Torneio de Qualificação para os Jogos Europeus de 2015 B | 12–15 de março de 2015   | Graz      | 2               | Eslováquia · Turquia                                                |
| Torneio de Qualificação para os Jogos Europeus de 2015 C | 12–15 de março de 2015   | Estetino  | 2               | França · Romênia                                                    |
| Torneio de Qualificação para os Jogos Europeus de 2015 D | 12–15 de março de 2015   | Gżira     | 2               | Alemanha · Malta                                                    |
| Total                                                    |                          |           | 16              |                                                                     |

Feminino
| Meios de qualificação                                    | Data                    | Sede       | Número de vagas | Nações qualificadas                                          |
| -------------------------------------------------------- | ----------------------- | ---------- | --------------- | ------------------------------------------------------------ |
| Nação anfitriã                                           | –                       | –          | 1               | Azerbaijão                                                   |
| Campeonato Europeu Júnior de Polo Aquático de 2013       | 1–8 de setembro de 2013 | Istanbul   | 6               | Grécia · Espanha · Países Baixos · Itália · Hungria · Rússia |
| Torneio de Qualificação para os Jogos Europeus de 2015 A | 12–15 de março de 2015  | Nice       | 2               | França · Grã-Bretanha                                        |
| Torneio de Qualificação para os Jogos Europeus de 2015 B | 12–14 de março de 2015  | Bratislava | 2               | Eslováquia · Israel                                          |
| Torneio de Qualificação para os Jogos Europeus de 2015 C | 12–14 de março de 2015  | Belgrado   | 2               | Alemanha · Sérvia                                            |
| Total                                                    |                         |            | 12              |                                                              |

## Medalhistas
| Evento             | Ouro | Prata | Bronze |
| ------------------ | --- | --- | --- |
| Masculino detalhes | SRB Sérvia Marko Janković Nikola Lukić Petar Kasum Jasmin Kolašinac Vladan Mitrović Dragoljub Rogač Kristian Šulc Stefan Todorovski Marko Tubić Petar Velkić Matija Vlahović Đorđe Vučinić Uroš Vuković                                             | ESP Espanha Oriol Albacete Rodríguez Jordi Chico Aunós Alex de la Fuente Igual Josu Fernández Legorburu Álvaro García Hernández Pablo Gómez de la Puente Álvaro Granados Ortega Guillermo Palomar Salvador Níkolas Paul García Josep Puig Ruiz Oriol Rodríguez Martínez Marc Salvador Magaña Francisco Valera Calatrava | GRE Grécia Kimon Alexiu Nikolaos Delagrammatikas Nikolaos Gardikas Konstantinos Jondrokukis Nikolaos Kalargyros Foivos Kalis Adamantios Mantis Dimitrios Nikolaidis Alexandros Papanastasiu Nikolaos Papasifakis Polymeris Siordilis Dimitrios Skumpakis Grigorios Yannopulos |
| Feminino detalhes  | RUS Rússia Mariya Bersneva Anastasiya Fedotova Yevgueniya Golovina Daria Guerzanich Anna Isakova Bella Jamzayeva Polina Kempf Yelena Kotanchian Alena Serzhantova Svetlana Stepajina Veronika Vajitova Yelizaveta Zaplatina Alexandra Zelenkovskaya | ESP Espanha Alejandra Aznar Díez Carmen Baringo Romero Alba Bonamusa Boix Paula Crespí Barriga Helena Dalmases Zurita Sandra Domene Pérez Laura Gómez López Blanca Goset i Reche Mireia Guiral i Vilató Paula Leitón Arrones Elia Montoya Velayos Anna Roldán Arribas Paula Rutgers Godina                              | GRE Grécia Adamantia Dureka Nikoleta Eleftheriadu Eleni Elliniadi Milva Kalogueraku Silia Logotheti Evanguelia Ludi Ifiguenia Mavrota Maria Patra Vasiliki Plevritu Elisabet Protopapas Artemis Safeti Eleni Sotireli Ioanna Stamatopulu                                      |

## Quadro de medalhas
O quadro de medalhas foi publicado. 
| Ordem | País        | Medalha de ouro | Medalha de prata | Medalha de bronze |   |
| ----- | ----------- | --------------- | ---------------- | ----------------- | - |
| 1     | RUS Rússia  | 1               |                  |                   | 1 |
|       | SRB Sérvia  | 1               |                  |                   | 1 |
| 3     | ESP Espanha |                 | 2                |                   | 2 |
| 4     | GRE Grécia  |                 |                  | 2                 | 2 |
| TOTAL | TOTAL       | 2               | 2                | 2                 | 6 |